# Corgi galés de Cardigan
El corgi galés de Cardigan (Cardigan Welsh corgi) es una de las dos razas separadas de corgis originarios de Gales —la otra es el corgi galés de Pembroke—. Se trata de una de las razas de perro pastor más antiguas que existen.

## Historia
Los Pembrokes y los Cardigans aparecieron por primera vez juntos en exposiciones caninas en 1925, fecha en que se les mostró de acuerdo con las normas del Kennel Club de Gran Bretaña. El Club para el Corgi fue fundado en diciembre de 1925 en Carmarthen en el sur de Gales. Se tienen registros que muestran que los miembros locales se inclinaron a favor de la raza Pembroke, por lo que un club para los amantes del Cardigan fue fundado un año más tarde (1926). Ambos grupos han trabajado duro para asegurarse que la apariencia y el tipo de la raza estén estandarizados a través de la cuidadosa cría selectiva. Los dos tipos, Pembrokes y Cardigans, fueron reconocidos oficialmente por el Kennel Club en 1928 y se agruparon bajo la rúbrica de Corgis Galés. Pero a partir de 1934 las dos razas fueron reconocidos individualmente y expuestas por separado.

### Orígenes
Los Cardigans proceden de la familia de los perros tipo teckel, que también produjeron la raza Dachshund.
Se encuentran entre las razas más antiguas de todos los perro de pastoreo, se considera que han existido en Gales desde hace más de 3000 años.

### Popularidad
Los Cardigans nunca han gozado de la misma popularidad que los Pembrokes, probablemente debido a la influencia de la familia real británica (la cual tiene varios Pembrokes). Sin embargo, han encontrado su lugar en muchas partes del mundo ya que pueden participar en deportes caninos como agility, competiciones caninas, obediencia, actuación, flyball, rastreo y eventos de pastoreo.

### Nombre
La frase "cor gi" a veces se traduce como "perro enano" en galés. La raza fue a menudo llamado "perros de patio" ( yard-long dogs) en los viejos tiempos. Su nombre de hoy se basa en su lugar de origen: Ceredigion en Gales.

### Raza moderna
Originalmente fueron utilizado solo como guardianes de granja, con el tiempo adquirieron la capacidad de arriar y pastorear ganado. Hoy en día todavía son altamente valorados por su capacidad para pastorear, su espíritu de trabajo y habilidades protectoras, así como su compañerismo incondicional.

## Temperamento
Si se pudiera utilizar una sola palabra para describir al corgi galés, sería: versátil. Este perro, al igual que su primo el Pembroke, es un pastor nato, se desenvuelve muy bien en pruebas de agility, conformación, obediencia, rastreo e incluso flyball. Se adapta a diferentes ambientes, climas y tipos de familias. Se le puede tener en apartamentos urbanos o granjas rurales. Tiende a adaptarse a todo tipo de clima, desde la gélida Alaska hasta el desierto de Arizona. El único requisito que este perro tiene es que debe estar cerca de sus dueños. El Cardigan (esto también se aplica a la mayoría de los perros) tiene la necesidad de ser parte de la familia, no de estar atado a una caseta de perro al aire libre.
Es gentil y protector de los niños aunque debido a su fuerte instinto de pastoreo podría tratar de arrear a los niños, pero eso puede ser controlado a través de entrenamiento y reforzamiento positivos. Su necesidad de ejercicio puede adaptarse en función de con quién viva. Disfruta de tranquilos paseos, o de casas ruidosas con niños (siempre y cuando estén supervisados) o de personas muy activas, y puede ser fácilmente entrenado como ayuda para minusválidos.
El Corgi Galés es una excelente primera mascota para dueños inexpertos o principiantes, ya que es muy inteligente, leal, cariñoso y paciente con los niños. Tiene un fuerte deseo de complacer a sus dueños lo que lo convierte en un animal sumamente receptivo a la hora de adiestrarlo. Sin embargo también es un animal de hábitos y costumbres que necesita estimulación mental y física a diario. Con el tiempo aprenderá que después de que cierto programa de televisión termine o determinadas labores acaben significa que es la hora de su paseo.

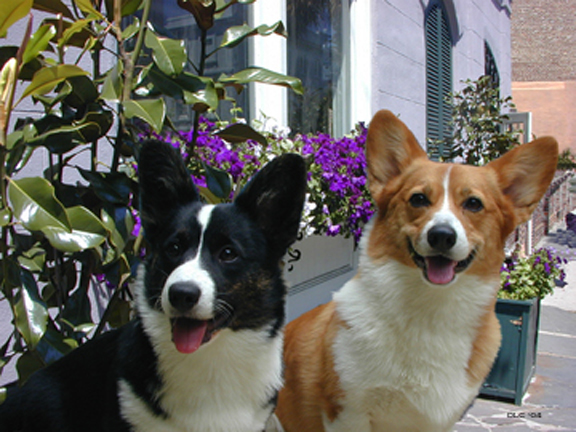
Un ejemplar de Cardigan en color negro (izquierda) junto a un Pembroke de color rojo (derecha). Ambos en posición atenta.

## Colores
El corgi galés de Cardigan ofrece una variedad mucho más amplia de colores que los perros de otras razas, y dentro de esta variedad el patrón de colores es inmenso. Puntos blancos en el pecho, patas, cara y punta de la cola son estándar. A menudo, un collar completo de color blanco es parte del manto. La única limitación que existe en cuanto a color es que el perro no debe ser enteramente blanco o presentar más del 50% de color blanco. Los colores aceptados bajo el estándar de la raza son:
- Atigrado (Brindle): presentará una sombra de color marrón rojizo que van desde casi negro, con rayas irregulares de color contrastante en casi todo el cuerpo. La mayoría de los atigrados tendrán color marrón o marrón rojizo con rayas negras. Un efecto "carey" sería una buena descripción del atigrado.

- Rojo: que va desde un color beige pálido hasta un café rojizo claro y brillante, a menudo con detalles oscuros alrededor de los ojos o a veces una máscara de color negro en la cara.

- Sable: casi indistinguible del color rojo, un sable clásico tendrá un recubrimiento oscuro en todo su manto dando la apariencia de hollín. Frecuentemente tendrá un área pequeña de color negro al final de la cola.

- Blanco y negro con puntos atigrados: será un perro blanco y negro con líneas atigradas en cualquiera de los "puntos" de las áreas de las mejillas, las cejas, los codos y las piernas traseras por debajo del corvejón.

- Tri-color (blanco y negro con puntos de color canela): será un perro blanco y negro con manchas fuego en las áreas de "puntos" y con frecuencia también en el interior de las orejas.

- Blue Merle: la tonalidad merle se debe a un gen dominante que afecta el pigmento negro. En un perro con pigmentación adecuada el negro es moteado o jaspeado con una gama de color azul-gris en parches aleatorios. Es característico de los criadores, responsables y conocedores de genética, el realizar cruzas solamente de ejemplares blue merle con ejemplares de color blanco y negro.

## Salud
El corgi galés es un perro normalmente sano con pocas enfermedades hereditarias y una vida útil agradablemente larga. El Kennel Club de Reino Unido publicó una encuesta en donde indica que el promedio de vida del Corgi Galés es de 11,7 años. Siendo las causas más comunes de muerte: cáncer (28,3%), vejez (24,6%) y desórdenes neurológicos (15,2%). También, en algunos casos, pueden presentar problemas de disco en la columna vertebral, displasia del codo, displasia de cadera, atrofia progresiva de retina (PRA) y cataratas.